# 全日本中学校通信陸上競技大会
全日本中学校通信陸上競技大会（ぜんにほんちゅうがっこうつうしんりくじょうきょうぎたいかい）とは、日本陸上競技連盟、日本中学校体育連盟と各都道府県の陸上競技協会、中学校体育連盟が主催する中学生の陸上競技大会。中学陸上に於いて通信陸上や通信と言えばこれをさす場合が多い。　

## 概要
毎年6月から7月にかけて、各都道府県の陸上競技場で行われ、結果が集計され各種目ごとに全国順位がつく。全日本中学校陸上競技選手権大会の都道府県予選会としての役割も持つ。（この大会で全国大会の標準記録を突破すれば出場が決まる。）
出場するには、それまでの大会で標準記録を突破している必要がある。中学校ごとに出場できる人数が保障されているわけではないので、1名も出場者を出せない学校も存在するが、全日本と大会名につく陸上大会の中では、比較的出場が容易な大会であるといえる。大会は、日本陸上競技連盟第二種以上の公認を受けている陸上競技場での公式記録を審査対象とする。また、各学校は顧問者推薦で男女各1名ずつ参加者をだすことが可能である。
第1回大会は、1955年（昭和30年）8月にNHKの放送網を利用して日本中の競技場を実況中継で結ぶ「全日本中学校放送陸上競技大会」の名称で開催された。第20回大会から通信陸上の名を使用している。

## 種目
現在、男子16種目、女子12種目となっている。

### 男子
- 1年100m
- 2年100m
- 3年100m
- 1年1500m
- 学年共通
  - 200m
  - 400m
  - 800m
  - 1500m
  - 3000m
  - 110mハードル
  - 4×100mリレー
  - 走高跳
  - 走幅跳
  - 棒高跳
  - 砲丸投（5kg）
  - 四種競技（110mハードル・砲丸投（4kg）・走高跳・400m）

### 女子
- 1年100m
- 2年100m
- 3年100m
- 学年共通
  - 200m
  - 800m
  - 1500m
  - 100mハードル
  - 4×100mリレー
  - 走高跳
  - 走幅跳
  - 砲丸投（2.721kg）
  - 四種競技（100mハードル・走高跳・砲丸投・200m）